# 강 (1962년 영화)
《강》(Subarnarekha)은 인도에서 제작된 리트윅 가탁 감독의 1962년 영화이다. 1962년 제작되었으나 1965년 되어서야 개봉되었다.

## 출연
- Ranen Ray Choudhury

## 기타
- 원작자: Radheshyam Jhunjhunwala